# Shorttrack-Weltmeisterschaften 2013
Die Shorttrack-Weltmeisterschaften 2013 fanden vom 8. bis 10. März 2013 in Debrecen statt.
Insgesamt wurden zwölf Wettbewerbe ausgetragen. Es gab, jeweils für Frauen und Männer, einen Mehrkampf sowie Einzelrennen über 500, 1000 und 1500 Meter. Die acht in der Mehrkampfwertung am besten platzierten Läufer nach diesen drei Strecken traten außerdem über 3000 Meter an. Zusätzlich gab es Staffelwettbewerbe, bei den Frauen über 3000 Meter und bei den Männern über 5000 Meter.
In den Mehrkampf flossen die erzielten Ergebnisse über die vier Einzelstrecken ein. Der Erstplatzierte in einem Einzelrennen bekam 34 Punkte, der Zweite 21, der Dritte 13, der Vierte acht, der Fünfte fünf, der Sechste drei, der Siebte zwei und der Achte einen. Allerdings wurden nur Punkte vergeben, wenn der Läufer das Finale erreichte. Bei einer Disqualifikation wurden keine Punkte zuerkannt. Die Addition der erzielten Punkte eines Läufers ergab das Endklassement im Mehrkampf.

## Ergebnisse

### Frauen

#### Mehrkampf
| Rang | Name               | Punkte |
| ---- | ------------------ | ------ |
| 1.   | Wang Meng          | 68     |
| 2.   | Park Seung-hi      | 58     |
| 3.   | Shim Suk-hee       | 55     |
| 4.   | Marianne St-Gelais | 42     |
| 5.   | Jorien ter Mors    | 34     |
| 6.   | Fan Kexin          | 28     |
| 7.   | Elise Christie     | 21     |
| 8.   | Ayuko Itō          | 16     |

#### 500 Meter
| Rang | Name               | Zeit     |
| ---- | ------------------ | -------- |
| 1.   | Wang Meng          | 43,177 s |
| 2.   | Park Seung-hi      | 43,850 s |
| 3.   | Fan Kexin          | 44,202 s |
| 4.   | Marianne St-Gelais | 44,515 s |
| 5.   | Arianna Fontana    | 44,441 s |
| 6.   | Martina Valcepina  | 45,531 s |
| 7.   | Elise Christie     |          |
| 8.   | Valérie Maltais    |          |

#### 1000 Meter
| Rang | Name             | Zeit         |
| ---- | ---------------- | ------------ |
| 1.   | Wang Meng        | 1:31,460 min |
| 2.   | Jorien ter Mors  | 1:31,609 min |
| 3.   | Elise Christie   | 1:31,593 min |
| 4.   | Fan Kexin        | 1:31,908 min |
| 5.   | Zhou Yang        |              |
| 6.   | Bernadett Heidum | 1:31,964 min |
| 7.   | Yui Sakai        | 1:31,535 min |
| 8.   | Shim Suk-hee     | 1:31,820 min |

#### 1500 Meter
| Rang | Name               | Zeit         |
| ---- | ------------------ | ------------ |
| 1.   | Park Seung-hi      | 2:23,634 min |
| 2.   | Shim Suk-hee       | 2:21,398 min |
| 3.   | Marianne St-Gelais | 2:24,424 min |
| 4.   | Ayuko Itō          | 2:24,366 min |
| 5.   | Valerie Maltais    | 2:25,423 min |
| 6.   | Elise Christie     | 2:25,028 min |
| 7.   | Zhou Yang          |              |
| 8.   | Martina Valcepina  | 2:26,030 min |

#### 3000 Meter Superfinale
| Rang | Name               | Zeit         |
| ---- | ------------------ | ------------ |
| 1.   | Shim Suk-hee       | 5:15,118 min |
| 2.   | Marianne St-Gelais | 5:15,762 min |
| 3.   | Jorien ter Mors    | 5:16,200 min |
| 4.   | Ayuko Itō          | 5:17,417 min |
| 5.   | Elise Christie     | 5:17,625 min |
| 6.   | Park Seung-hi      | 5:30,998 min |
| 7.   | Fan Kexin          | 5:50,198 min |

#### 3000 Meter Staffel
| Rang | Name                                                                     | Zeit         |
| ---- | ------------------------------------------------------------------------ | ------------ |
| 1.   | Volksrepublik ChinaLiu Qiuhong Fan Kexin Wang Meng Li Jianrou Zhou Yang  | 4:14,104 min |
| 2.   | KanadaMarianne St-Gelais Jessica Hewitt Valérie Maltais Marie-Ève Drolet | 4:15,106 min |
| 3.   | JapanSayuri Shimizu Biba Sakurai Ayuko Itō Yui Sakai                     | 4:15,680 min |
| 4.   | SüdkoreaShim Suk-hee Choi Ji-hyun Park Seung-hi Kim Min-jung             | 4:20,104 min |

### Männer

#### Mehrkampf
| Rang | Name               | Punkte |
| ---- | ------------------ | ------ |
| 1.   | Sin Da-woon        | 89     |
| 2.   | Kim Yun-jae        | 55     |
| 3.   | Charles Hamelin    | 39     |
| 4.   | Liang Wenhao       | 37     |
| 5.   | Sjinkie Knegt      | 29     |
| 6.   | Wiktor Ahn         | 23     |
| 7.   | Freek van der Wart | 18     |
| 8.   | Semjon Jelistratow | 13     |

#### 500 Meter
| Rang | Name               | Zeit     |
| ---- | ------------------ | -------- |
| 1.   | Liang Wenhao       | 41,090 s |
| 2.   | Wiktor Ahn         | 41,283 s |
| 3.   | Freek van der Wart | 41,504 s |
| 4.   | Semjon Jelistratow | 41,705 s |
| 5.   | John Celski        | 41,438 s |
| 6.   | Noh Jin-kyu        | 41,300 s |
| 7.   | Wu Dajing          | 41,552 s |
| 8.   | Viktor Knoch       | 41,716 s |

#### 1000 Meter
| Rang | Name               | Zeit         |
| ---- | ------------------ | ------------ |
| 1.   | Sin Da-woon        | 1:26,035 min |
| 2.   | Sjinkie Knegt      | 1:25,798 min |
| 3.   | Charles Hamelin    | 1:25,546 min |
| 4.   | Wiktor Ahn         | 1:26,350 min |
| 5.   | Michael Gilday     | 1:26,111 min |
| 6.   | Semjon Jelistratow | 1:26,354 min |
| 7.   | Yūzō Takamidō      | 1:27,318 min |
| 8.   | Wladimir Grigorew  | 1:26,562 min |

#### 1500 Meter
| Rang | Name               | Zeit         |
| ---- | ------------------ | ------------ |
| 1.   | Sin Da-woon        | 2:20,038 min |
| 2.   | Kim Yun-jae        | 2:18,070 min |
| 3.   | Charles Hamelin    | 2:18,165 min |
| 4.   | Ryosuke Sakasume   | 2:20,454 min |
| 5.   | Michael Gilday     | 2:19,802 min |
| 6.   | Noh Jin-kyu        | 2:19,407 min |
| 7.   | Niels Kerstholt    | 2:18,212 min |
| 8.   | Semjon Jelistratow | 2:20,017 min |

#### 3000 Meter Superfinale
| Rang | Name               | Zeit         |
| ---- | ------------------ | ------------ |
| 1.   | Kim Yun-jae        | 4:54,178 min |
| 2.   | Sin Da-woon        | 4:54,252 min |
| 3.   | Charles Hamelin    | 4:54,333 min |
| 4.   | Sjinkie Knegt      | 4:54,712 min |
| 5.   | Semjon Jelistratow | 4:55,186 min |
| 6.   | Liang Wenhao       | 4:56,225 min |
| 7.   | Wiktor Ahn         | 5:07,087 min |
| 8.   | Ryosuke Sakasume   | 5:12,480 min |

#### 5000 Meter Staffel
| Rang | Name                                                                            | Zeit         |
| ---- | ------------------------------------------------------------------------------- | ------------ |
| 1.   | KanadaOlivier Jean Charle Cournoyer Charles Hamelin Michael Gilday              | 6:51,196 min |
| 2.   | RusslandWiktor Ahn Wladimir Grigorjew Semjon Jelistratow Wjatscheslaw Kurginjan | 6:51,953 min |
| 3.   | NiederlandeSjinkie Knegt Freek van der Wart Daan Breeuwsma Niels Kerstholt      | 6:52,187 min |
| 4.   | SüdkoreaSin Da-woon Noh Jin-kyu Kim Yun-jae Kim Byeong-jun                      |              |

## Medaillenspiegel
| Rang   | Nation                 | Gold | Silber | Bronze | Gesamt |
| ------ | ---------------------- | ---- | ------ | ------ | ------ |
| 1      | Südkorea               | 6    | 6      | 1      | 13     |
| 2      | Volksrepublik China    | 5    | 0      | 1      | 6      |
| 3      | Kanada                 | 1    | 2      | 5      | 8      |
| 4      | Niederlande            | –    | 2      | 3      | 5      |
| 5      | Russland               | –    | 2      | -      | 2      |
| 6      | Japan                  | –    | -      | 1      | 1      |
| 6      | Vereinigtes Königreich | –    | -      | 1      | 1      |
| Gesamt | Gesamt                 | 12   | 12     | 12     | 36     |